# Ladislav Kováč (politik)
Ladislav Kováč (* 24. září 1935 Humenné) byl slovenský a československý politik, po sametové revoluci poslanec Sněmovny národů Federálního shromáždění za Verejnosť proti násiliu, později za ODÚ-VPN.

## Biografie
V roce 1953 absolvoval gymnázium a roku 1958 Vysoké učení technické v Brně, kde studoval na stavebního inženýra. Pracoval pak na různých postech v Okresním stavebním podniku Spišská Nová Ves. Po roce 1968 byl pronásledovaný za své politické postoje a přišel o cestovní pas. Za normalizace se věnoval sportu. Působil jako trenér sjezdového lyžování a podílel se na zbudování umělé lyžařské dráhy, v profesním životě zastával za normalizace jen nižší posty. V roce 1989 se stal tajemníkem Okresního koordinačního výboru VPN.
Ve volbách roku 1990 zasedl za VPN do slovenské části Sněmovny národů (volební obvod Východoslovenský kraj). V roce 1991, v souvislosti s rozkladem VPN, přestoupil do poslaneckého klubu jedné z nástupnických formací ODÚ-VPN. Ve Federálním shromáždění setrval do voleb roku 1992. V parlamentu působil v branně-bezpečnostním výboru.